# Réserve de biosphère de North Devon
La réserve de biosphère de North Devon est une réserve de biosphère reconnue par l'Unesco en 1976 et située dans le North Devon au Royaume-Uni.
Elle possède une population d'environ 150 000 habitants.
Elle est gérée par la North Devon Biosphere Foundation.

## Géographie
La réserve de biosphère couvre dans son aire centrale le système dunaire de Braunton Burrows. Sa surface totale mesure 380 140 ha dont 147 000 ha marine.

## Histoire
La réserve de biosphère de North Devon a été reconnue en 1976, elle est la première du Royaume-Uni.